# Down Under

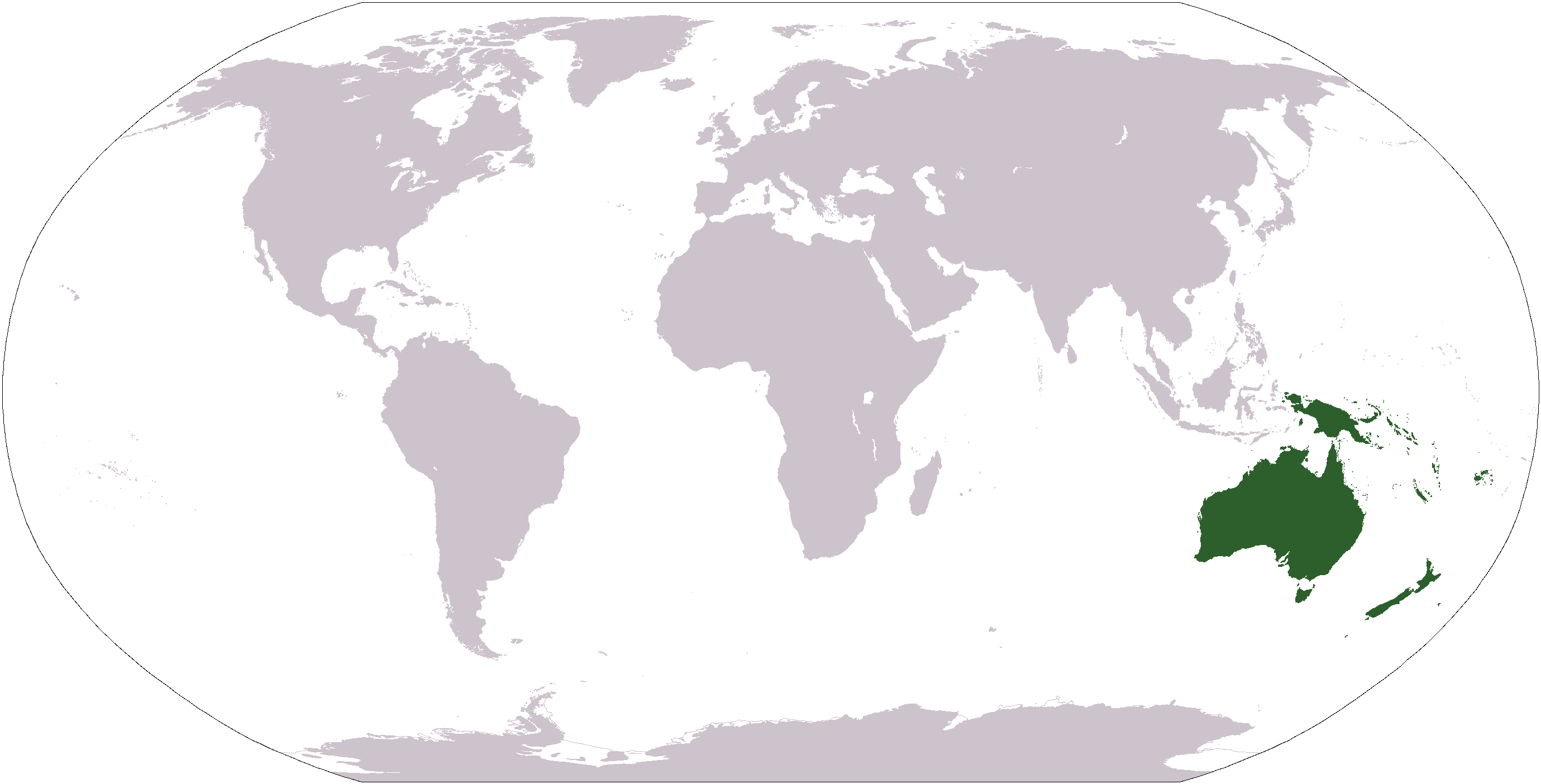
Localização da Australásia.

O termo "Down Under" (em inglês "Lá em baixo") é um coloquialismo referindo-se às ex-colônias britânicas localizadas na Australásia, mas principalmente a Austrália. É um termo utilizado majoritariamente pelos norte-americanos e europeus a fim de atribuir um apelido engraçado ao país que possui todo o seu território no sul do Hemisfério Sul, normalmente usando o termo "The Land Down Under", ou "As Terras Lá Embaixo".
De acordo com o glossário de Roger Ebert, Glossary of Movie Terms, the Down Under Rule, nenhum filme filmado na Austrália tem a permissão de usar a palavra "Austrália" no título onde "Down Under" é uma alternativa aceitável. Por exemplo: "The Rescuers in Australia" ou "Quigkley in Australia".